# Timm Kregel
Timm Kregel (* 1957 in Leipzig) ist ein deutscher bildender Künstler. Er arbeitet als Maler, Grafiker und Bildhauer.

## Leben
Nach dem Abitur studierte Timm Kregel zunächst Innenarchitektur an der Hochschule für Kunst und Design in Halle auf Burg Giebichenstein. Anschließend von 1980–81 Puppenbau am Puppentheater in Halle und schließlich von 1981–86 Malerei und Grafik bei Professor Frank Ruddigkeit an der Hochschule für Kunst und Design/Halle.
Von 1988 bis 1996 erhielt Kregel einen Lehrauftrag für Grafik an selbiger Hochschule auf Burg Giebichstein.
Seit 1989 diverse Einzelausstellungen und Ausstellungsbeteiligungen im In- und Ausland. Im Jahr 2025 schuf Kegel die Bauernkriegssäule in Mühlhausen nach Entwürfen Albrecht Dürers.

## Kritik
In einer Rede anlässlich der Ausstellungseröffnung „Timm Kregel - Die Buchen von Beleveder“ in der Galerie Profil, Weimar 2008 schreibt
Cornelie Becker-Lamers: „Die Arbeiten Timm Kregels thematisieren den Ausgleich: Den Ausgleich zweier dualisitischer Elemente untereinander wie auch den Ausgleich des unvollkommenen Dualismus mit der trinitarischen Perfektion. Wie zwei Waagschalen treten uns die Wölbungen der Linster-Serie entgegen: Zwei Waagschalen, die, auf gleicher Höhe ausbalanciert, wie im Gleichgewicht schweben.“

## Stipendien, Preise, Ehrungen
- 1992 Arbeitsstipendium der Stiftung Kulturfonds Berlin
- 1993 Wilhelm-Höpfner-Preis der Winckelmann-Gesellschaft Stendal
- 1996 Stipendium des Kultus- und Wissenschaftsministeriums Thüringen, Atelierhaus des Panorama Museum, Bad Frankenhausen
- seit 1999 Atelier Gorsleben bei Bad Frankenhausen
- 2001 Arbeit für die Klassik Stiftung Weimar, Römisches Haus
- 2003 Arbeitsstipendium des Thüringer Ministeriums für Wissenschaft, Forschung und Kunst
- 2010 Thüringer Kunstpreis arthuer 2010
- 2011 Stipendium der Kulturstiftung Thüringen, Künstlerhaus Schloß Wiepersdorf

## Einzelnachweis
1. ↑  
Rede anlässlich der Ausstellungseröffnung Rede anlässlich der Ausstellungseröffnung auf: becker-lamers.de